# Albert Schultz-Lupitz
Albert Schultz-Lupitz (ur. 26 marca 1831 w Rehna, zm. 5 stycznia 1899 w Lupitz) – niemiecki agronom. Prowadził badania nad podniesieniem produkcyjności gleb, zwłaszcza piaszczystych. Rozpowszechnił uprawę łubinu na nawóz zielony. Pisał prace przede wszystkim z zakresu nawożenia.